# このまちが好きさ
「このまちが好きさ」（このまちがすきさ）は、三重県津市が2009年（平成21年）に制定した市民歌である。作詞・作曲は村田幸一、補作詞は津市民歌を考える懇話会。

## 解説
1889年（明治22年）に市制を施行した（旧）津市では1964年（昭和39年）に市制75周年を記念して「津市民歌」（作詞・作曲：米山正夫）を制定していた。平成の大合併において立ち上げられた津地区合併協議会へ参加した2市6町2村では、津市の他に河芸郡河芸町と一志郡白山町、美杉村の2町1村が町村民歌を制定していたが、久居市を始め市町村歌を制定していない自治体の方が多数派であった。議論の結果、協定項目において市民歌は「新市において、新たに定めるものとする」と取り決められたため、従来の「津市民歌」は「河芸町民歌」「白山町町民歌」「美杉村民歌」と合わせ2006年（平成18年）1月1日の新設合併を以て失効・廃止されることになった。
合併から2年半後の2008年（平成20年）6月24日、津市役所で合併協定項目に基づき「津市民歌を考える懇話会」が立ち上げられ、新市民歌制定の議論が開始される。歌詞は懸賞募集の入選作を懇話会で補作したものだが、入選者でグラフィックデザイナーの村田幸一が自ら作曲も手掛けており2009年（平成21年）2月1日付で制定された。
市では新市民歌の制定後、防災無線や市立幼稚園・小学校・中学校のチャイム、市役所本庁舎や再開発ビル・アスト津の時報、電話保留音を通じて使用しているが、市民の多くには「ただただ謎のメロディー」としか認識されておらず、旧市民歌と同時に選定され新設合併後も変わらず毎年10月の津まつりで演舞が披露される「津音頭」に比べると浸透していない。